# Тейякская культура

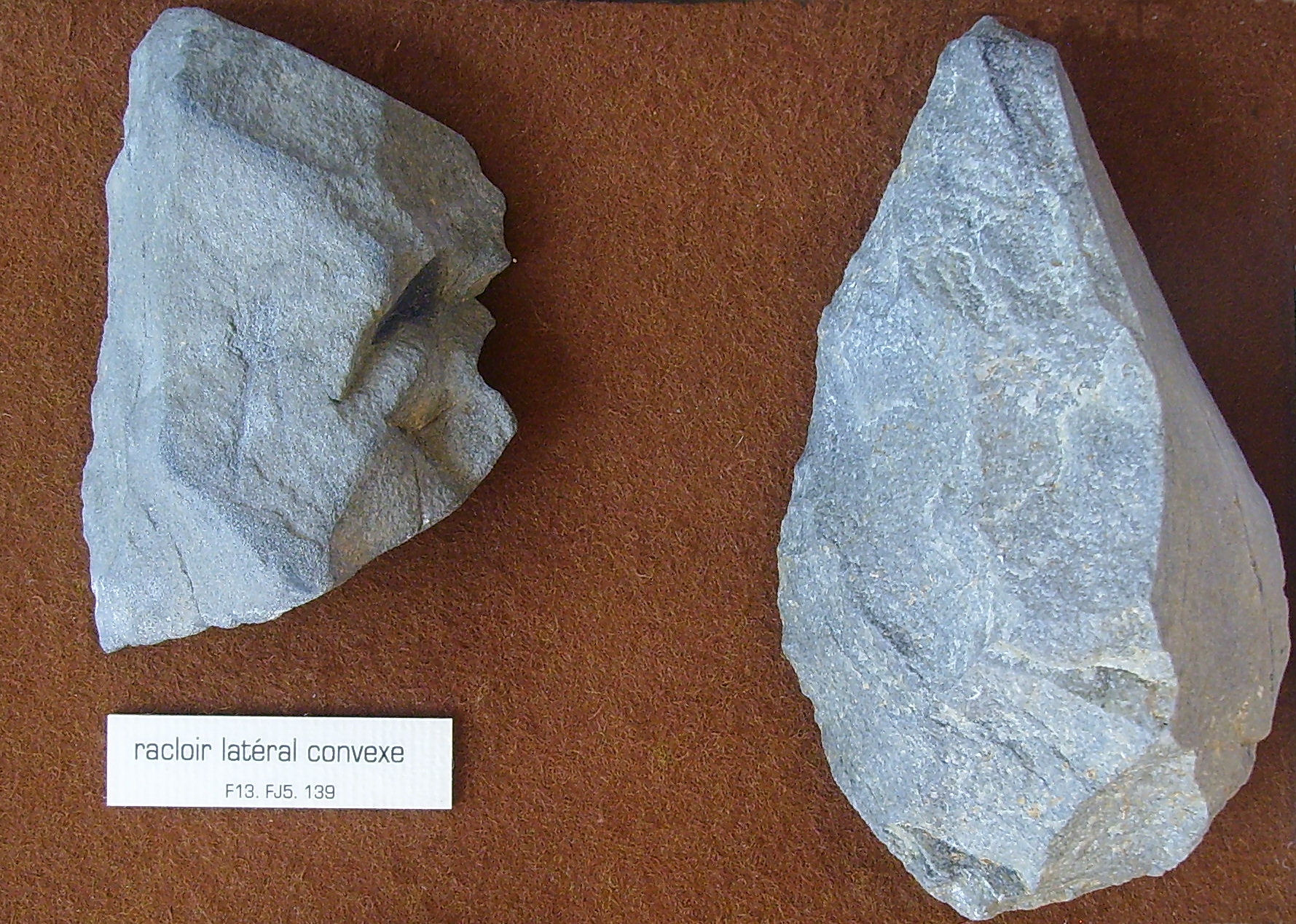
Каменные орудия из пещеры Таутавель.

Тейяк, Тейякская культура, Тейякская техника, индустрия (Tayacian) — археологическая культура или индустрия раннего и среднего палеолита. Ранняя форма мустье.
Получила название от французского селения Ле-Эзи-де-Таяк-Сирёй, которое до 1905 года называлось просто Таяк (с фр. — «Тауас»), и где расположено пещерное жилище Ла-Микок.
Брейль и Лантье выделили тейякскую культуру, для которой характерны орудия из толстых, слабо и односторонне ретушированных отщепов, у которых отсутствуют ручные рубила и орудия с тщательной ретушью. Позднее пещера Фонтешевад в департаменте Шарант стала типовым памятником данной индустрии.
Была распространена в Южной Европе и датируется рисским оледенением. Собственно тейякскую культуру считают прямым продолжением культуры клектон. Она мало отличается от одновременной ашельской культуры, однако у неё отсутствуют ручные рубила.
Первоначально термин использовался для индустрий нижних слоёв (4 и 5) в пещере Ла-Микок (Ле-Эзи-де-Таяк-Сирёй, Дордонь), однако потом был распространён на индустрии довольно широкого хронологического и географического диапазона, часто не связанных друг с другом (Фонтешевад, гора Кармель).
В начале XXI в. существование тейякской культуры было подвергнуто резкой критике в связи с обнаружением ошибок в классификации находок в пещере Фонтешевад.
Памятники с тейякской индустрией во Франции (стоянка в пещере Baume Bonne в Провансе) являются прямым культурным аналогом памятников карышкинского типа с Южного Урала (Мысовая, Карышкино-11, Утюльган-8, Долина-1, Долина-11, Сибай-5б и др.).